# Ralph Ineson
Ralph Michael Ineson (Leeds, 15 december 1969) is een Brits acteur.

## Biografie
Ineson werd geboren in Leeds en doorliep de middelbare school aan de Woodleigh School in Langton en aan de Pocklington School in Pocklington. Hierna studeerde hij af in theaterwetenschap aan de Lancaster-universiteit in Lancaster. Na zijn opleiding begon hij zijn carrière als leraar aan de York College in York, hier was hij ook actief als crickettrainer. 
Ineson begon in 1993 met acteren in de televisieserie Spender, waarna hij nog meer dan 130 rollen speelde in televisieseries en films. Hij is onder andere bekend van zijn rol als dooddoener Amycus Kragge in de films Harry Potter and the Half-Blood Prince (2009), Harry Potter and the Deathly Hallows: Part 1 (2010) en Harry Potter and the Deathly Hallows: Part 2 (2011).  

## Filmografie

### Film
Selectie:
- 2025: The Fantastic Four: First Steps - als Galactus
- 2024: Nosferatu - als Dr. Wilhelm Sievers
- 2024: The First Omen - als pater Brennan
- 2023: The Creator - als generaal Andrews
- 2023: The Pope's Exorcist - als Asmodeus (stemrol)
- 2023: To Catch a Killer - als Dean
- 2022: Catherine Called Birdy - als Golden Tiger
- 2022: The Northman - als kapitein Volodymyr
- 2021: Gunpowder Milkshake - als Jim McAlester
- 2020: Dolittle - als Arnall Stubbins
- 2018: The Ballad of Buster Scruggs - als bendeleider
- 2018: Ready Player One - als Rick
- 2018: The Hurricane Heist - als Perkins
- 2017: Star Wars: Episode VIII: The Last Jedi - als eerste officier
- 2016: The Huntsman: Winter's War - als barkeeper
- 2015: The Witch - als William
- 2014: Kingsman: The Secret Service - als politieagent
- 2014: Guardians of the Galaxy - als piloot
- 2013: The Selfish Giant - als Johnny Jones
- 2011: Intruders - als alarm installateur
- 2011: Harry Potter and the Deathly Hallows: Part 2 - als Amycus Kragge
- 2010: Harry Potter and the Deathly Hallows: Part 1 - als Amycus Kragge
- 2010: Another Year - als werker
- 2009: Harry Potter and the Half-Blood Prince - als Amycus Kragge
- 2009: The Damned United - als journalist
- 2001: From Hell - als Gordie
- 1996: Kiss and Tell - als sergeant Beddowes
- 1995: First Knight - als Ralf

### Televisie
Selectie:
- 2024 The Jetty - als rechercheur-inspecteur Morgan - 4 afl.
- 2023 Book of Lorath - als orath Nahr - 4 afl.
- 2023 The Legend of Vox Machina - als Kevdak (stem) - 3 afl.
- 2022 Willow - Commandant Ballantine - 3 afl.
- 2018-2022 Salvage Hunters: The Restorers - verteller - 56 afl.
- 2022 Trigger Point - als commandant Bregman - 5 afl.
- 2020 The Accidental Medium - als Roger - 6 afl.
- 2019 The Capture - als DCI Alex Boyd - 6 afl.
- 2019 The Dark Crystal: Age of Resistance - als The Hunter - 7 afl.
- 2019 Chernobyl - als general Tarakanov - 2 afl.
- 2017 Absentia - als Adam Radford - 10 afl.
- 2016 Peaky Blinders - als Connor Nutley - 2 afl.
- 2015 Prey - als DCI Mike Ward - 3 afl.
- 2012 Secret State - als sergeant Wrigglesworth - 4 afl.
- 2011-2012 Case Sensitive - als DC Colin Sellers - 4 afl.
- 2012 Game of Thrones - als Dagmer Cleftjaw - 5 afl.
- 2012 Titanic - als Steward Hart - 4 afl.
- 2009-2010 Waterloo Road - als John Fry - 6 afl.
- 2006-2007 Suburban Shootout - als Jeremy Hazledine - 11 afl.
- 2006 Dalziel and Pascoe - als James Maddern - 2 afl.
- 2005 Coronation Street - als Zack - 9 afl.
- 2003 The Bill - als Alan Trent - 3 afl.
- 2003 Between the Sheets - als Mark Ainsley - 6 afl.
- 2001-2003 The Office - als Chris 'Finchy' Finch - 7 afl.
- 1998-2002 Playing the Field - als Luke Mullen - 32 afl.
- 1994 The Cinder Path - als Arthur Benton - 3 afl.

### Computerspellen
- 2023 Final Fantasy XVI - als Cidolfus "Cid" Telamon
- 2013 Assassin's Creed IV: Black Flag - als Charles Vane
- 2011 Harry Potter and the Deathly Hallows part 1&2 - als Amycus Kragge